# Niclosamida
La niclosamida és un fàrmac usat pel tractament de les infestacions pels cucs Cestoda. Això inclou la difil·lobotriasi, himenolepiasi, i teniosi (Taenia solium). No és efectiu contra altres cucs com Enterobius vermicularis o Nematoda. Es pren per via oral.
Els efectes secundaris inclouen nàusea, vòmits, dolor abdominal, restrenyiment i picors. La niclosamide és un fàrmac antihelmíntic. Actua bloquejant la captura de sucre.
La niclosamida va ser descoberta el 1958.